# Caridina multidentata
Espèce
Statut de conservation UICN

 LC  : Préoccupation mineure
La crevette d'Amano (Caridina multidentata syn. C. japonica), également appelée crevette japonica, est une espèce de crevettes commune en aquariophilie. Elle doit son nom commun à Takashi Amano, un des créateurs de l'aquascaping.

## Description

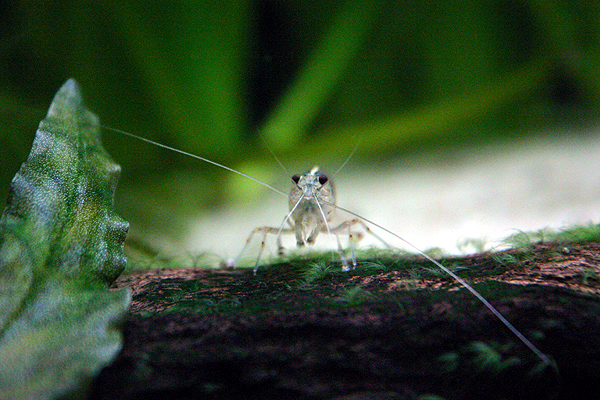
La crevette vue de face.

Caridina multidentata a un corps translucide, grisâtre, verdâtre à brunâtre, passant par du bleu sur le dessus de la tête, la coloration variant en fonction du milieu et du régime alimentaire. Plusieurs alignements de points foncés (« points » pour les mâles et des « traits » pour les femelles) s'étendent parallèlement sur le corps, depuis la tête jusqu'à la queue. Une ligne opaque plus claire, blanchâtre, s'étend sur le dos de la tête à la queue, parfois soulignée d'une ligne plus foncée de part et d'autre.
Cette crevette est dépourvue de pinces. Sa taille varie de 4 à 5 cm environ, les mâles restant plus petits et plus fins que les femelles. Ces dernières présentent une cavité importante constituée sous l'abdomen par les pléopodes, où les œufs incubent avant l'expulsion des larves. Chez les mâles, les pléopodes ne forment pas de cavité sous l'abdomen.

## Distribution
Comme l'indique son synonyme (Caridina japonica) cette crevette est originaire du Japon, plus particulièrement du fleuve Yamato. Certaines sources citent sa présence à Taïwan et en Corée, sans préciser si elle en est naturellement originaire ou y a été introduite. Elle a été introduite en Indonésie.

## Comportement et habitat
Caridina vit en « essaims » de plusieurs dizaines à centaines d'individus. Lors de la ponte, qui intervient au printemps dans le milieu naturel, les larves dérivent au fil du courant jusqu'aux estuaires et aux marais côtiers où l'eau douce du fleuve se mêle à l'eau de mer. Le développement larvaire et les premières mues s'effectuent en eau saumâtre, avant que les jeunes crevettes, devenues capables de nager remontent le courant pour rejoindre les eaux douces où elles ont été pondues.

## Maintenance

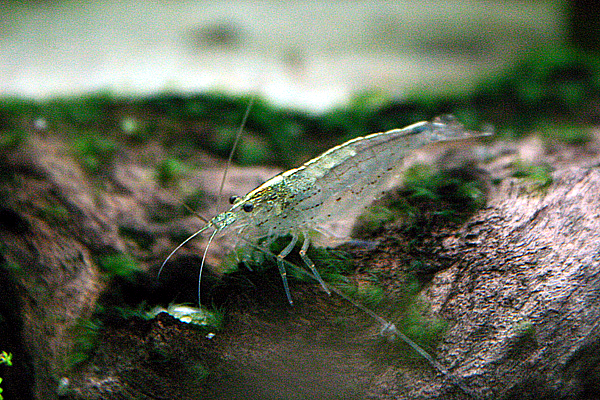
De profil, sur un décor d'aquarium.

Les Caridinas ne sont pas très exigeantes quant à la qualité de l'eau pourvu qu'elle ne soit pas polluée. Comme tous les crustacés, Caridina ne supporte pas les nitrites, et un taux de nitrates le plus bas possible sera une garantie de bonne santé. Les crevettes sont également très sensibles aux métaux : le zinc et le cuivre (souvent présent dans les traitements pour poissons tropicaux), le plomb (souvent présent en quantité non négligeable dans l'eau ayant séjourné dans des conduites en plomb), provoquent des empoisonnements dont les crevettes ne se remettent pas.
Les espèces du genre Caridina s'adaptent à des températures allant de 20 à 30 °C, douces à moyennement dures, pH entre 6,5 et 7,5.
Les crevettes sont paisibles et peuvent cohabiter avec tous les poissons ou crustacés non prédateurs. On évitera donc la cohabitation tout prédateur faisant au moins 3 fois leur taille adulte, qui pourraient les dévorer pendant leur mue. Les prédateurs d'invertébrés comme les gros Botias sont à proscrire absolument, les crevettes seraient immédiatement dévorées.

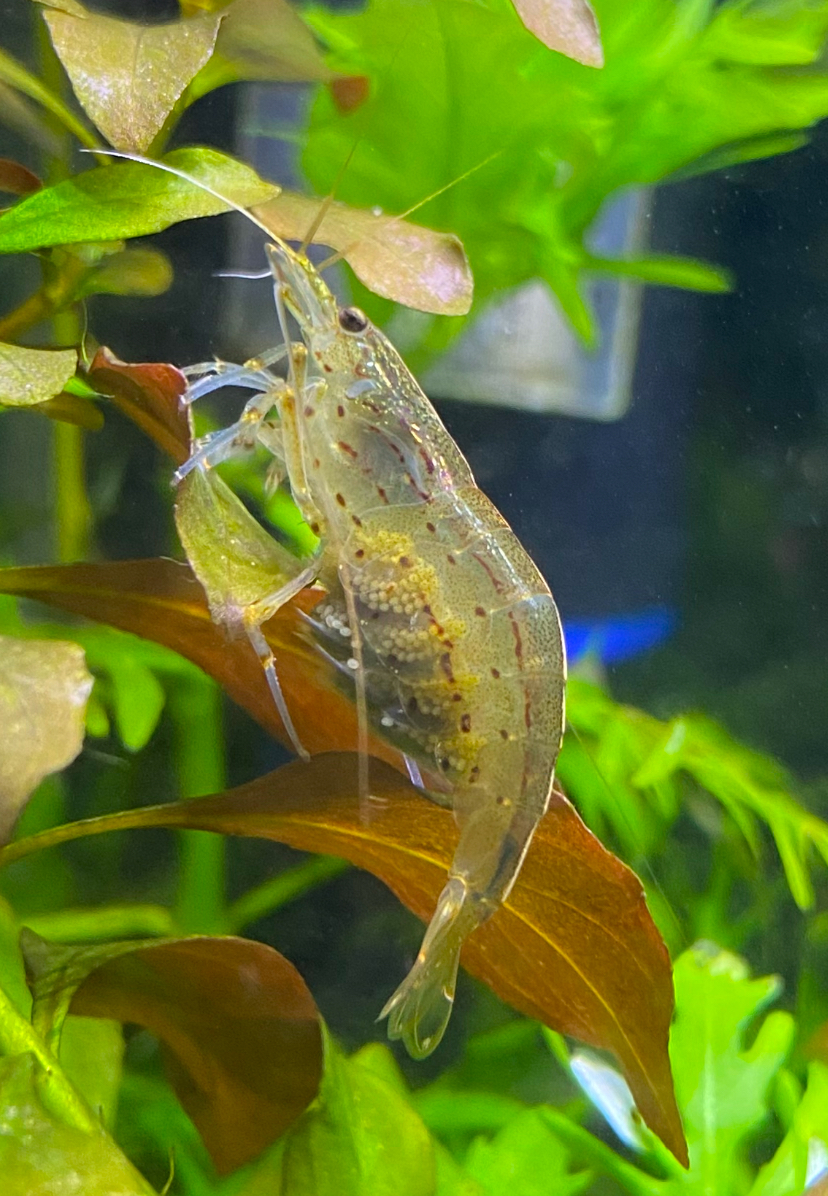
Une Caridina multidentata avec des œufs de forme ovale.

## Technique d'élevage
Caridina multidentata était couramment importée et proposée à la vente dans les magasins aquariophiles, néanmoins elle est en train de se faire surclasser par des espèces plus colorées et plus faciles à faire reproduire (Neocaridina Davidi, Caridina Cantonensis ...). La littérature la décrit comme une espèce « difficile à reproduire », se bornant le plus souvent à évoquer rapidement son cycle reproductif passant par une phase en eau saumâtre, et donnant parfois des renseignements erronés notamment sur le degré de salinité de l'eau nécessaire au développement des larves.